# Cantuaria stephenensis
Cantuaria stephenensis är en spindelart som beskrevs av Forster 1968. Cantuaria stephenensis ingår i släktet Cantuaria och familjen Idiopidae. Inga underarter finns listade.